# Pichenotte
 (décembre 2020).
Si vous disposez d'ouvrages ou d'articles de référence ou si vous connaissez des sites web de qualité traitant du thème abordé ici, merci de compléter l'article en donnant les références utiles à sa vérifiabilité et en les liant à la section « Notes et références ».

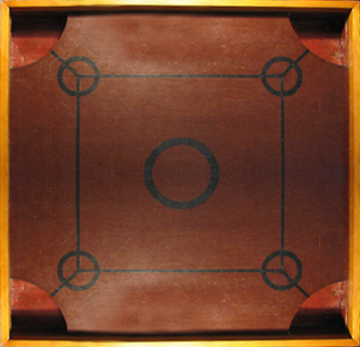
Un plateau de jeu du pichenotte vu du dessus.

Le pichenotte (ou pichenottes) est un jeu de table d'origine québécoise. Semblable au carrom, il se compose d'un plateau et de jetons. De façon plus générale, le mot « pichenotte » renvoie à tout jeu de table joué avec de petites pièces (en bois) qui sont lancées à l'aide d'un doigt de la main (pouce, index ou majeur), incluant le  carrom, du moment que ces jeux se jouent de façon semblable au billard de poche ou au shuffleboard. Ce mot est parfois utilisé de façon erronée pour désigner des jeux semblables, tels que le carrom ou le croquignole. Des plateaux sont commercialement disponibles, certains sous la marque de commerce Pinnochi.

## Histoire
Au Québec principalement, les lancers effectués à l'aide d'un doigt sont appelés  des « pichenottes » (en France, c'est « pichenette »).
Bien que les origines soient incertaines, le jeu devrait être une simplification du carrom. Au milieu du XIXe siècle, le carrom est probablement arrivé au Canada dans les bagages d'un immigrant indien ou britannique.

## Équipement

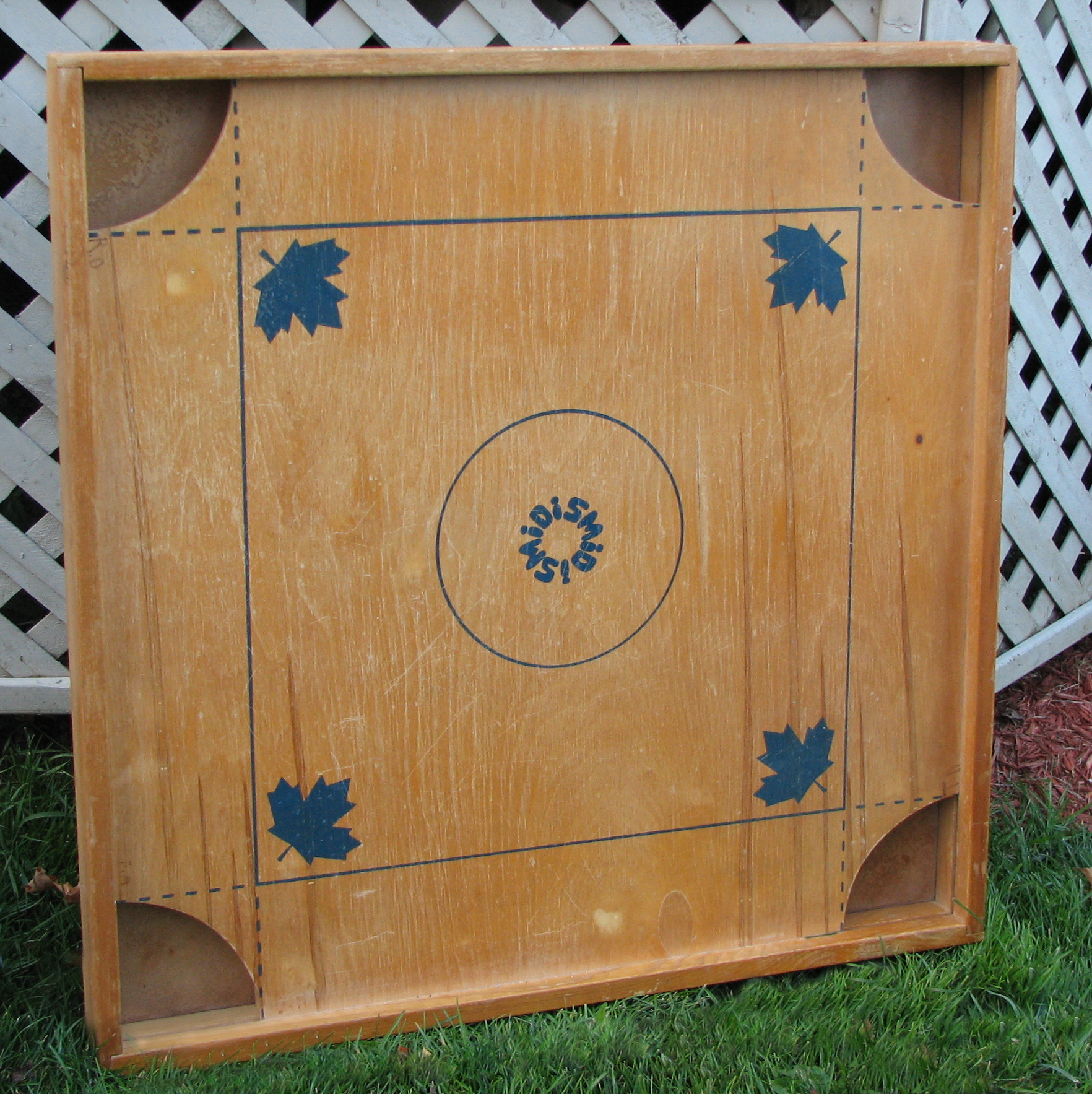
Un plateau de jeu.

Au XXIe siècle, le plateau est fabriqué d'une pièce de contreplaqué laqué. Ses dimensions les plus habituelles sont de 28 pouces par 28 pouces (71 cm par 71 cm). Les côtés du plateau sont bordés d'une pièce de bois surélevée.

## Description
Les jetons se déclinent en plusieurs couleurs :
1. bois (ceux qui sont lancés)
2. rouge ou bleu (qui constituent les jetons de l'une des équipes)
3. noir ou blanc (des « rois » ou des « reines »).

Le but du jeu est de mettre en poche tous les jetons d'une couleur avant l'équipe adverse. C'est seulement autorisé en lançant un jeton « bois » vers un jeton bleu ou rouge depuis la zone de tir (délimitée par une ligne face à chaque joueur). Ce dernier, ayant acquis de la vitesse après le choc, se déplace et, idéalement, tombe dans l'une des poches situées aux quatre coins du plateau. Le « roi » doit être mis en poche avant le dernier jeton de son équipe (on dit qu'il « recouvre » le roi).
Une faute, telle que mettre une partie de son corps en dehors de la zone de tir, empocher le jeton de tir ou éjecter un jeton du plateau, est punie en remettant un jeton de son équipe sur le plateau.